# Montrond-les-Bains
Montrond-les-Bains – miejscowość i gmina we Francji, w regionie Owernia-Rodan-Alpy, w departamencie Loara.
Według danych na rok 1990 gminę zamieszkiwało 3627 osób, a gęstość zaludnienia wynosiła 359 osób/km² (wśród 2880 gmin regionu Rodan-Alpy Montrond-les-Bains plasuje się na 243. miejscu pod względem liczby ludności, natomiast pod względem powierzchni na miejscu 1113.).

## Galeria

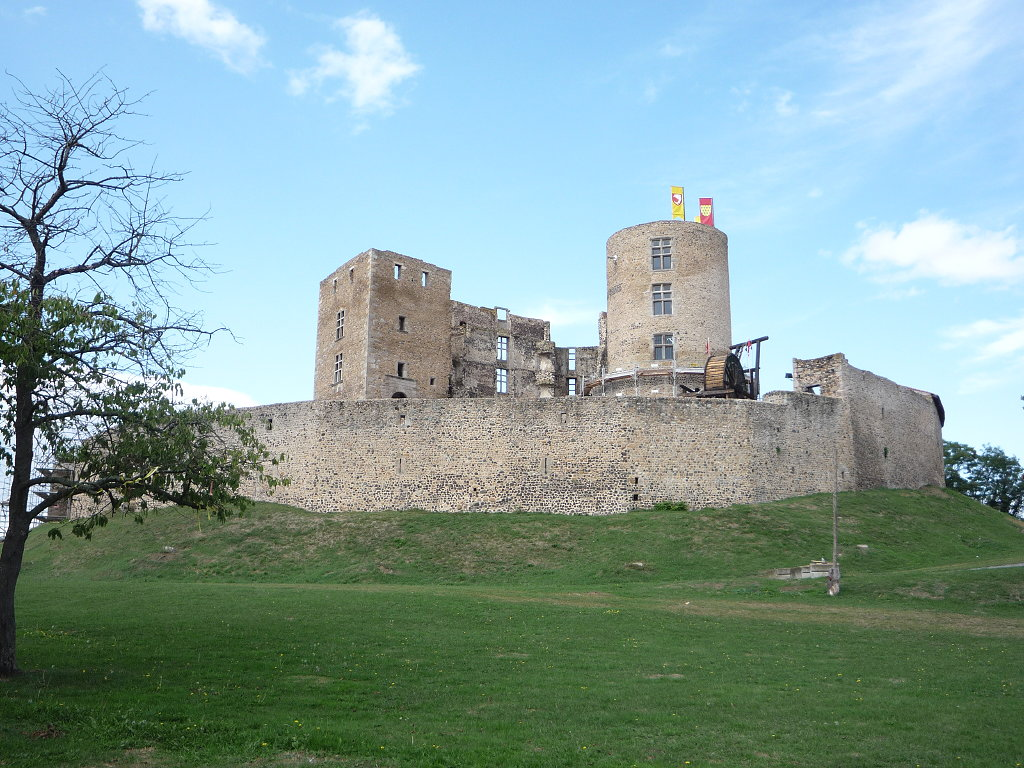
Ruiny zamku w Montrond-les-Bains, 2009
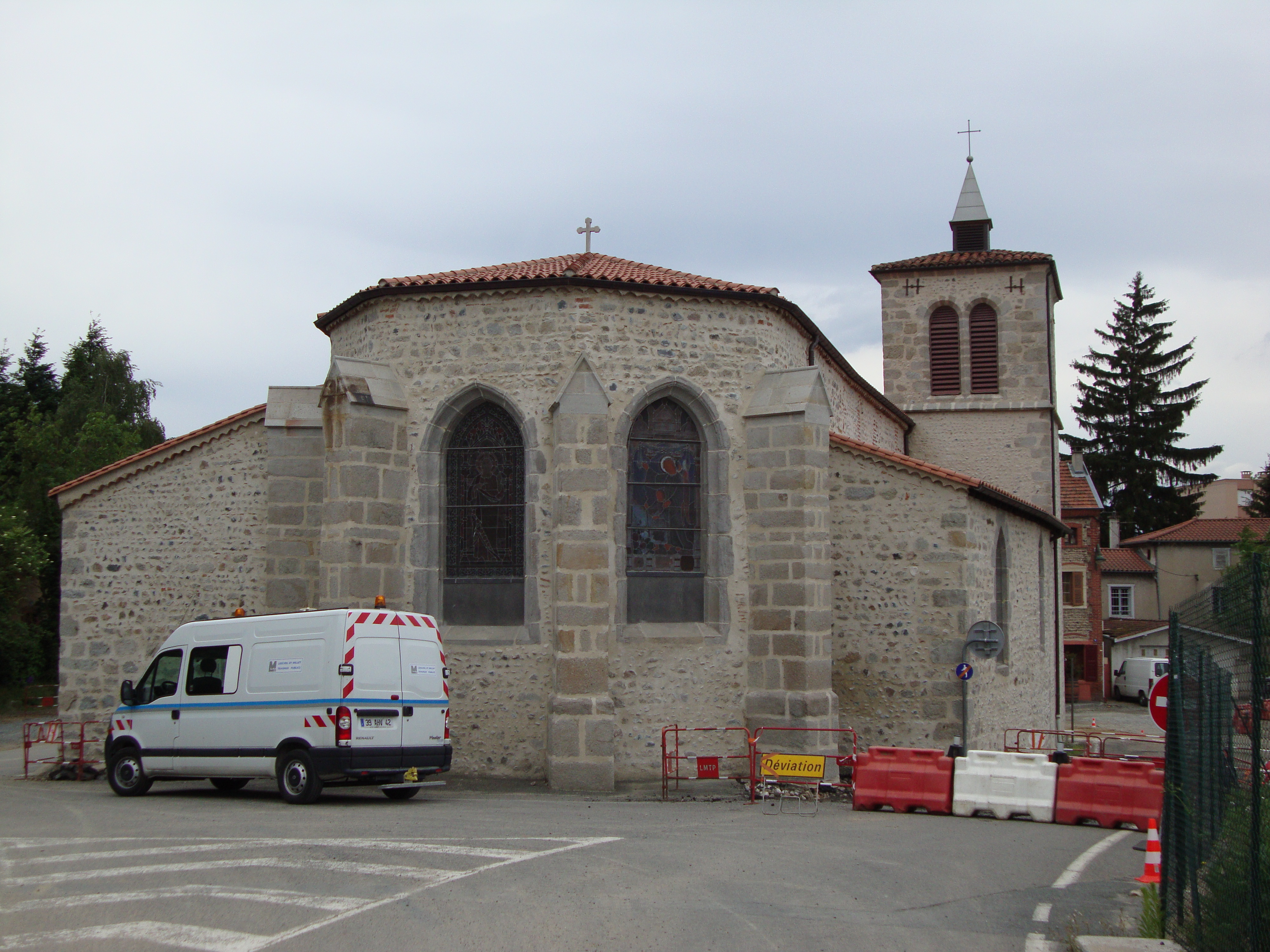
Kościół w Montrond-les-Bains, 2010
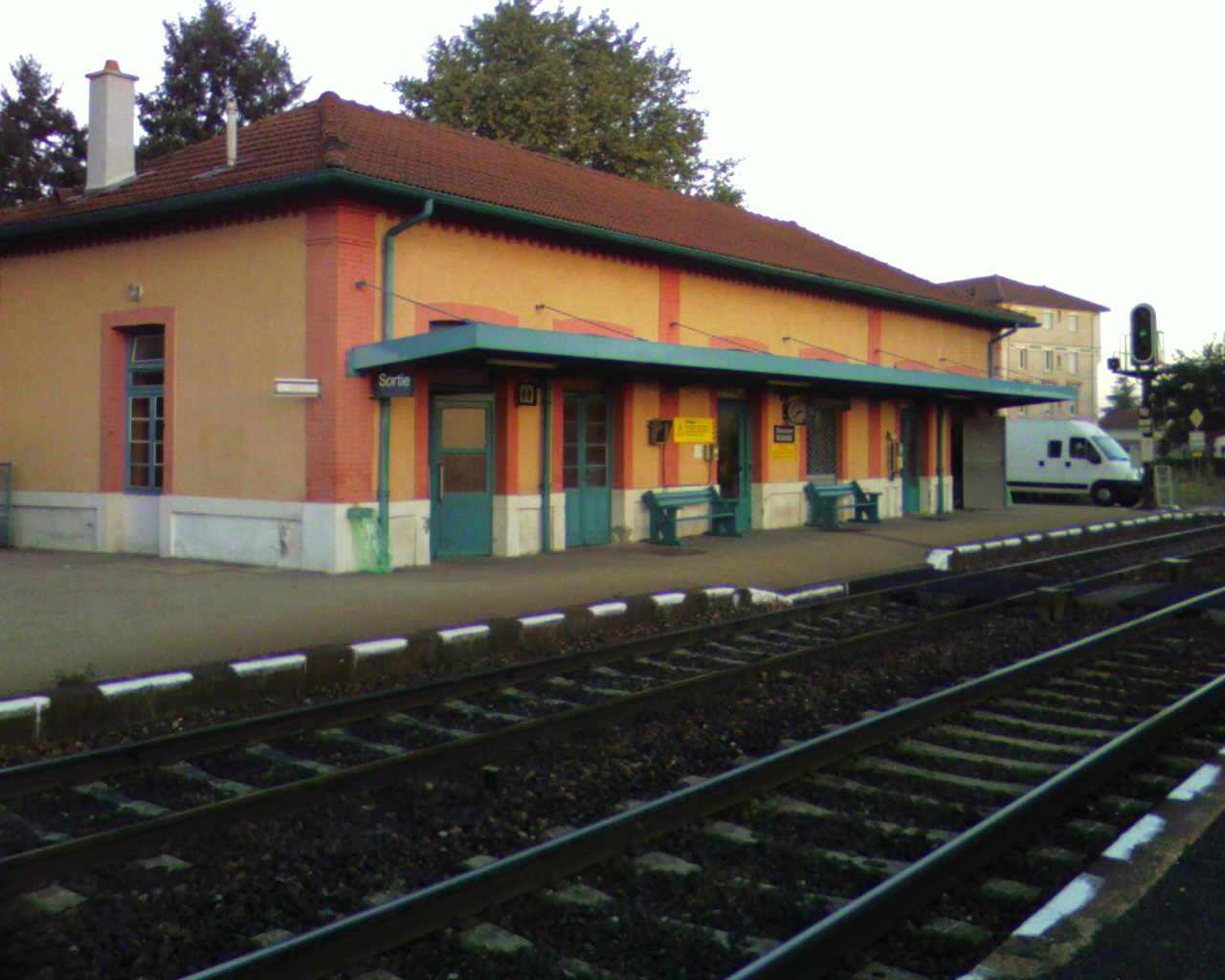
Dworzec kolejowy w Montrond-les-Bains, 2006